# Hans Stüwe
Hans Stüwe, född 14 maj 1901 i Halle i Kejsardömet Tyskland, död 13 maj 1976 i Berlin, var en tysk operaregissör och skådespelare. Vid början av 1920-talet arbetade han vid Königsbergs opera. Han filmdebuterade 1925 och började snart få huvudroller. Stüwe spelade i tre filmer mot Zarah Leander.

## Filmografi, urval
- 1928 – Rebellen från Rhen
- 1929 – En ödesdiger natt
- 1930 – Kronans charmörer
- 1930 – Valskungen
- 1939 – Det var en berusande balnatt
- 1941 – Två världar
- 1943 – En kvinna lever farligt